# Долно-Сыдиево
Долно-Сыдиево (болг. Долно Съдиево) — село в Болгарии. Находится в Хасковской области, входит в общину Маджарово. Население составляет 119 человек.

## Политическая ситуация
В местном кметстве Долно-Сыдиево, в состав которого входит Долно-Сыдиево, должность кмета (старосты) исполняет Сейдахмед Ахмед Мехмед (независимый) по результатам выборов.
Кмет (мэр) общины Маджарово — Милко Петков Армутлиев (Земледельческий народный союз (ЗНС)) по результатам выборов.